# Maria Prytz
Maria Prytz (n. 18 octombrie 1976, Sveg, Comitatul Jämtland, Suedia) este o jucătoare de curl ce a reprezentat Suedia, medaliată olimpică. A participat la o ediție a Jocurilor Olimpice (2014) în care a câștigat o medalie de argint.

## Participări
Lista de mai jos prezintă principalele competiții la care a participat Maria Prytz de-a lungul carierei.
- kiorling na zimnih Olimpiiskih igrah 2014 (jenșciinî)[*]